# Jean-Luc Drapeau
Jean-Luc Drapeau, né le 26 septembre 1953 à Thouars (Deux-Sèvres), est un homme politique français.

## Biographie
Jean-Luc Drapeau est issu d'une famille de cheminots. Il est technicien des services vétérinaires. Entré en politique en 1980, il est élu maire d'Azay-le-Brûlé en 1989, en remplacement de son mentor René Chantecaille, lui-même ami du conseiller général Camille Lemberton. Ce dernier lui propose aussi de prendre sa succession. Drapeau est élu en 1994 dans le canton de Saint-Maixent-l'École-1. Réélu en 2001 et 2008, il devient vice-président du Conseil général des Deux-Sèvres.
Il est candidat aux élections sénatoriales de 2004 mais arrive en 3e position derrière les deux sortants, tous deux UMP.
Suppléant de Delphine Batho lors des élections législatives de 2012, il devient député des Deux-Sèvres quand celle-ci rejoint le gouvernement. Ses fonctions prennent fin en août 2013 avec le retour de Delphine Batho à son mandat de député.

## Mandats locaux
- 1989 - Maire d'Azay-le-Brûlé. Il est réélu en 1995, 2001, 2008 et 2014.
- 1992 - président de la Communauté de communes du Val de Sèvre.
- 1994 - conseiller général du canton de Saint-Maixent-l'École-1. Il est réélu en 2001 et 2008 où il devient 2e vice-président.
- président du conseil d'administration des services d'incendie et de secours et président de l'IME de Vilaine.

## Mandats nationaux
- 2012 - 2013 : Député de la 2e circonscription des Deux-Sèvres